# Prodromos (Katsulis)
Prodromos, imię świeckie Panajotis Katsulis (ur. 16 lutego 1982 w Sparcie) – duchowny Patriarchatu Aleksandryjskiego, od 2019 biskup Toliary i południowego Madagaskaru.

## Życiorys
W 2005 został przyjęty do stanu mniszego. 1 lipca 2011 został wyświęcony na hierodiakona. Święcenia kapłańskie przyjął 17 stycznia 2011. Chirotonię biskupią otrzymał 13 stycznia 2019.